# هنگار (آلاباما)
هنگار (به انگلیسی: Henagar) شهری در شهرستان دیکلب، آلاباما ایالت آلاباما است که مساحت آن ۵۷٫۷۶ کیلومتر مربع است و در سرشماری سال ۲۰۱۰ میلادی، ۲٬۳۴۴ نفر جمعیت داشته و تراکم جمعیتی آن، ۴۰٫۵۸ نفر در هر کیلومتر مربع بوده است.